# Dejan Mileusnić
Dejan Mileusnić (* 16. November 1991 in Zenica, SR Bosnien und Herzegowina, SFR Jugoslawien) ist ein bosnischer Leichtathlet, der sich auf den Speerwurf spezialisiert hat.

## Sportliche Laufbahn
Erste internationale Erfahrungen sammelte Dejan Mileusnić im Jahr 2012, als er bei den Europameisterschaften in Helsinki mit 73,84 m in der Qualifikationsrunde ausschied und anschließend bei den Balkan-Meisterschaften in Eskişehir mit einer Weite von 75,23 m die Goldmedaille gewann. Im Jahr darauf belegte er bei den Mittelmeerspielen in Mersin mit 77,27 m den vierten Platz und anschließend wurde er bei den U23-Europameisterschaften in Tampere mit 77,65 m Sechster. Daraufhin verteidigte er bei den Balkan-Meisterschaften in Stara Sagora mit 76,34 m seinen Titel. 2014 gelangte er bei den Balkan-Meisterschaften in Pitești mit 66,78 m auf Rang acht und anschließend schied er bei den Europameisterschaften in Zürich mit 72,52 m in der Vorrunde aus. 2015 nahm er an der Sommer-Universiade in Gwangju teil und belegte dort mit 75,37 m im Finale den neunten Platz. Anschließend gewann er bei den Balkan-Meisterschaften in Pitești mit einem Wurf auf 74,56 m die Bronzemedaille. Im Jahr darauf siegte er mit 77,83 m bei den Balkan-Meisterschaften ebendort und verpasste anschließend bei den Europameisterschaften in Amsterdam mit 75,00 m den Finaleinzug. 2017 gewann er bei den Balkan-Meisterschaften in Novi Pazar mit 83,37 m die Bronzemedaille und im Jahr darauf gewann er bei den Mittelmeerspielen in Tarragona mit 71,95 m die Bronzemedaille hinter dem Spanier Nicolás Quijera und Roberto Bertolini aus Italien. Anschließend wurde er bei den Balkan-Meisterschaften in Stara Sagora mit 71,77 m Fünfter und scheiterte dann bei den Europameisterschaften in Berlin mit 67,16 m in der Qualifikationsrunde.
2019 klassierte er sich bei den Balkan-Meisterschaften in Prawez mit 71,68 m auf dem vierten Platz und im Jahr darauf gewann er bei den Balkan-Meisterschaften in Cluj-Napoca mit 79,57 m die Bronzemedaille. Auch bei den Balkan-Meisterschaften 2021 in Smederevo sicherte er sich mit 76,59 m die Bronzemedaille. Im Jahr darauf wurde er bei den Balkan-Meisterschaften in Craiova mit 73,67 m Vierter und belegte auch bei den Mittelmeerspielen in Oran mit 75,70 m den vierten Platz.
In den Jahren von 2011 bis 2016 sowie von 2019 bis 2022 wurde Mileusnić bosnischer Meister im Speerwurf.